# Partyzanckie Ugrupowanie Ludowe
Partyzanckie Ugrupowanie Ludowe (hiszp. Grupo Popular Guerrillero, GPG) – grupa partyzancka z Meksyku.

## Historia
Ugrupowanie działało na początku lat 60. w górzystych regionach stanu Chihuahua. Celem GPG było wywołanie w Meksyku rewolucji na wzór kubański. W swojej działalności rebelianci łączyli cechy partyzantki miejskiej i wiejskiej. Ostatni atak przeprowadzony przez GPG miał miejsce 23 września 1965 roku. Wtedy to partyzanci zaatakowali garnizon wojskowy w mieście Madera. Atak nie powiódł się, a 17 z 20 rebeliantów zginęło. Niedobitki GPG wraz z sympatykami zorganizowały Ruch 23 Września.
Założycielami i dowódcami GPG byli Arturo Gamiz i Pablo Gomez. Obydwoje wywodzili się ze środowisk powiązanych z Meksykańską Partią Komunistyczną.

## Ideologia
Ugrupowanie głosiło hasła komunistyczne.